# コリン・ファン
コリン・ファン（Colin Fan、1973年 - ）はアメリカ合衆国の実業家。かつてはドイツ銀行でアンシュー・ジェインやラジーブ・ミスラの下で活躍した。現在はソフトバンクグループのソフトバンク・ビジョン・ファンドのディレクターをつとめる。

## 経歴
1973年中華人民共和国北京に生まれる。カナダバンクーバーにある高校を経てハーバード大学で歴史と科学の学位を取得。
UBSとメリルリンチを経てドイツ銀行でクレジット・トレーディング業務に携わり、2001年からクレジット・デリバティブの責任者、2005年9月からアジア太平洋地域のグローバルマーケット・エクイティ部長、2008年2月からグローバル・クレジット・トレーディングの共同責任者を経て、2012年6月より法人金融・証券部門共同責任者をつとめるが、2015年10月ドイツ銀行経営陣の総退陣にあわせて辞任した。

2016年5月ドイツ銀行内で2009年にアクサと行われた取引にコリンを含む社員6名の不正行為があった可能性が浮上した。2017年6月よりソフトバンク・ビジョン・ファンドに参画。